# Jeanne Siaud-Facchin
Jeanne Siaud-Facchin, née le 26 mars 1957 à Avignon, est psychologue,,, clinicienne et psychothérapeute française. Elle a fondé en 2003 Cogito’Z,,,,, des centres de consultation psychologique intégrative,.

## Biographie
Elle vit à Avignon pendant toute son enfance et sa scolarité, jusqu'au baccalauréat.
Elle intègre une école de publicité, de communication et de marketing. Elle travaille pendant douze ans dans la communication mais n'y trouvant plus de sens, elle reprend ses études de psychologie.
En 1999, Jeanne Siaud-Facchin et son mari choisissent de vivre à Marseille et quittent Paris. Elle participe à la création de l’Espace Arthur, unité psychiatrique pour adolescents, auprès de Marcel Rufo.

## Controverses

### Proximité avec les milieux pseudoscientifiques
Si elle se targue d'une approche scientifique de la psychologie, Jeanne Siaud-Facchin a été épinglée par plusieurs critiques pour sa propension à véhiculer des idées reçues sur le haut potentiel, flirtant parfois avec le spiritualisme ou l’ésotérisme. Cette critique est notamment développée dans un épisode du podcast Méta de Choc, référence francophone en matière de pensée critique et de lutte contre les dérives sectaires, par une invitée, la psychologue spécialisée dans l’intelligence Stéphanie Aubertin. Cette dernière l'accuse de prendre des positions trop déterministes et stigmatisantes envers les personnes à haut potentiel. Cette critique est également formulée par le psychologue et chercheur en sciences cognitives Nicolas Gauvrit.
Jeanne Siaud-Facchin a également reçu sur sa chaîne YouTube l'écrivain français Didier van Cauwelaert, promoteur notoire de la communication avec l'Au-delà et de la loi de l'attraction, auquel elle offre pourtant une caution scientifique. Par ailleurs, elle a notamment participé au Festival pour l’École de la vie de Montpellier, réputé pour son orientation pseudoscientifique car invitant régulièrement des intervenants issus des mouvements scientologues, anthroposophes ou New Age.
Elle est aussi présentée comme « intervenante de voyages initiatiques » par l'agence de voyages spirituels Voyages Intérieurs.
Par ailleurs, l'aspect industriel et onéreux des bilans dispensés « à la chaîne » par les centres Cogito'Z font également l'objet de critiques,.

## Autrice (ouvrages principaux)
- L’enfant surdoué, l’aider à grandir, l’aider à réussir, Éd. Odile Jacob, 2002, 2008 (édition de poche)
- Aider l’enfant en difficulté scolaire, Éd. Odile Jacob, 2006
- Guide de Psychologie de la Vie Quotidienne, sous la direction de Christophe André, Odile Jacob, 2008
- Trop intelligent pour être heureux ? L’adulte surdoué, Éd. Odile Jacob, 2008[23],[24]
- Génération Ado Le Dico, Bayard, 2011, 2012, 2013
- Comment la méditation a changé ma vie…et pourrait bien changer la vôtre ! Éd. Odile Jacob, 2012
- Tout est là, Juste là, Méditation de Pleine Conscience pour les enfants et les ados aussi, Éd. Odile Jacob, 2014
- Mais qu’est ce qui l’empêche de réussir ?, Éd. Odile Jacob, 2015
- Forcer le destin, ouvrage à deux voix co-écrit avec Aude de Thuin, Robert Laffont 2016
- Mon métier, ma pratique, mon point de vue… et le bonheur
- S'il te plaît, aide-moi à vivre, Éd. Odile Jacob, 2018